# Пердью, Дэвид
Дэвид Альфред Пердью, младший (англ. David Alfred Perdue, Jr.; 10 декабря 1949, Мейкон, Джорджия) — американский политический деятель, предприниматель и дипломат; сенатор США от штата Джорджия с 2015 по 2021 годы, посол США в Китае с 16 мая 2025 года.

## Биография
Окончил Технологический институт Джорджии: получил степень бакалавра в области промышленного машиностроения и степень магистра в области операционных исследований. Работал консультантом по вопросам управления и руководителем компании.
В 2014 году в качестве кандидата Республиканской партии победил с результатом 53 % Мишель Нанн (дочь Сэма Нанна) в борьбе за пост сенатора США от Джорджии.
3 ноября 2020 года получил на выборах в Сенат США 49,7 % голосов против 47,9 %, поданных за демократа Джона Оссоффа (кроме того, 2,3 % избирателей поддержали кандидатуру Шейн Хэйзел). Поскольку по законам Джорджии для победы требуется получить более 50 %, на 5 января 2021 года назначен второй тур выборов.
3 января 2021 года официальный срок сенаторских полномочий Пердью истёк, и его кресло осталось вакантным на период до выявления победителя второго тура голосования. Итоги этих выборов обрели особую важность ввиду сложившейся в верхней палате Конгресса ситуации равновесия: в Джорджии решается вопрос, которая из партий получит абсолютное большинство мест.
Во втором туре выборов 5 января 2021 года уступил демократу Джону Оссоффу, получив только 49,51 % голосов.

### Политическая карьера

#### Кампания вСенат США2014 г.
Пердью рекламировал свой деловой опыт, и особенно свой опыт в Dollar General, когда баллотировался на политический пост в качестве кандидата от республиканцев. По словам Пердью, «мы открыли около 2200 магазинов, создали почти 20 000 рабочих мест и удвоили стоимость этой компании за очень короткий период времени. Не из-за меня, а потому, что мы прислушивались к нашим клиентам и сотрудникам». Он был одобрен Национальной федерацией независимого бизнеса.
Политические противники Пердью нацелились на его деловую карьеру во время кампании, особенно из-за аутсорсинга работы в офшорах. Он сказал, что «гордится» поиском дешевой рабочей силы для некоторых компаний. Критики отметили, что он способствовал потере тысяч рабочих мест после окончательного закрытия Pillowtex, в то время как Пердью покинул компанию через девять месяцев, выкупив почти 2 миллиона долларов.
Кампания Пердью заплатила штраф в размере 30 000 долларов за нарушения в отчетах о сборе средств на выборах 2014 года. Штраф был наложен после того, как аудитор FEC обнаружил, что кампания 2014 года получила не менее 117 000 долларов в виде запрещенных пожертвований и более 325 000 долларов, что превышает установленные законом ограничения на пожертвования кампании. Кампания Пердью собрала почти 14 миллионов долларов, установив рекорд по средствам, собранным на выборах в Сенат Джорджии.
Гонка считалась соревновательной. Пердью победил кандидата от демократов Мишель Нанн с 52,89% против 45,21%.

#### Сенатская карьера
В июне 2016 года на конференции «Путь к большинству» Коалиции «Вера и свобода» Пердью сказал: «Мы должны молиться за Барака Обаму. Но я думаю, что мы должны быть очень конкретными в том, как мы молимся. Мы должны молиться, как говорится в Псалмах 109: 8. Там сказано: «Да будут дни его малы, и место его пусть будет у другого». В заявлении офис Пердью пояснил: «Он никоим образом не желает зла нашему президенту, и все в зале поняли это».
13 октября 2018 года Пердью посетил кампус Технологического института Джорджии, чтобы провести кампанию за кандидата в губернаторы Брайана Кемпа. Во время своего визита к Пердью подошел студент Технологического института Джорджии и задал ему вопрос о подавлении избирателей. Пердью выхватил телефон студентки, на котором записывалась беседа. Студент подал гражданский иск, заявляя о незаконном нанесении побоев.
Пердью стал старшим сенатором Джорджии после того, как Джонни Исаксон ушёл в отставку 31 декабря 2019 года.
С собственным капиталом в 15,8 миллиона долларов, рассчитанным Roll Call на основе раскрытия финансовой информации, Пердью был одним из самых богатых членов Сената по состоянию на февраль 2018 года.
В 2019 году Пердью написал министру финансов Стивену Мнучину письмо, в котором выразил обеспокоенность тем, что владельцы профессиональных спортивных команд не могут воспользоваться некоторыми налоговыми льготами. Владельцы спортивных команд и члены их семей пожертвовали более 425 000 долларов на политические кампании Perdue. Пердью попросил Мнучина изменить правила в интересах владельцев, но Мнучин не внес никаких изменений. Кампания Perdue 2020 года объяснила просьбу тем, что Perdue занимала руководящую должность в такой компании по производству спортивной одежды, как Reebok.
В 2019 году Пердью продал свой дом в Вашингтоне за 1,8 миллиона долларов управляющему Управления по регулированию финансовой индустрии, за которым находится банковский комитет Сената, в котором находится Пердью, и который лоббирует FINRA. По словам одного агента, цена продажи была примерно на 140 000 долларов выше рыночной. Покупатель оспорил утверждение агента о том, что Perdue получил «цену выше рыночной» с оценкой, которая определила, что Perdue фактически продавался по цене немного ниже рыночной. Кроме того, пятый эксперт заявил, что цена, полученная Perdue, была «прямо справедливой рыночной стоимостью». И, наконец, Perdue использовал агента по недвижимости и не имел никакого взаимодействия с чиновником FIRA, не знает человека, и никогда не разговаривал с человеком.

#### Выборы губернатора Джорджии в 2022 г.
Ожидается, что Пердью объявит о своем вызове Брайану Кемпу на республиканских выборах губернатора Джорджии в 2022 году. Он был завербован бывшим президентом Дональдом Трампом и официально объявил о своей кампании 6 декабря 2021 года. В декабре 2021 года Пердью сказал, что не утвердил бы выборы 2020 года, если бы он был губернатором в то время. Трамп и его союзники-республиканцы сделали ложные заявления о мошенничестве в отношении результатов выборов. В том же месяце он подал иск, в котором были повторены уже опровергнутые заявления о мошенничестве в отношении выборов 2020 года. Он также пообещал создать новое отдельное полицейское подразделение для расследования фальсификаций и преступлений на выборах и отменить подоходный налог штата. Пердью был полностью поддержан бывшим президентом Трампом на предварительных выборах, однако он сталкивается с критикой со стороны губернатора Кемпа в связи с его предыдущей историей аутсорсинга рабочих мест в компаниях, которыми он руководил.

## Семья
Женат, имеет двоих детей. Он является двоюродным братом бывшего губернатора Джорджии Сонни Пердью.